# Zwergzunge
Die Zwergzunge (Buglossidium luteum) ist ein asymmetrisch entwickelter Plattfisch, dessen Augen auf der rechten Körperseite liegen. Sie ist die einzige Art der Gattung Buglossidium; anzutreffen ist sie im Nordatlantik von Island und Norwegen bis Gibraltar sowie im Mittelmeer.

## Merkmale
Die Zwergzunge ist wie alle Seezungen seitlich stark abgeflacht und besitzt einen langgezogenen und längsovalen Körper. Dabei erreicht sie eine Gesamtlänge von maximal 13 Zentimetern, ist damit also ein sehr kleiner Plattfisch. Die Augen liegen beide auf der rechten Körperflanke, während der Fisch im Regelfall mit der linken Seite auf dem Gewässerboden liegt. Entlang der Seitenlinie befinden sich zwischen 55 und 70 Schuppen.
Die Grundfärbung der Augenseite ist sandfarben mit regelmäßig verteilten dunklen Flecken. Die linke Körperhälfte (Blindseite) ist weiß bis grau. Die Rückenflosse setzt weit vor den Augen am Kopf an, ebenso wie bei der Afterflosse ist bei ihr jeder sechste oder siebente Flossenstrahl dunkel gefärbt. Die Rückenflosse besitzt 63 bis 77 und die Afterflosse 50 bis 64 Flossenstrahlen. Die Brustflosse auf der Augenseite ist klein und besitzt 3 bis 5 Strahlen, die der Blindseite ist vollständig reduziert.

## Verbreitung
Die Zwergzunge lebt an den Küsten des Atlantischen Ozeans von Island und Norwegen bis nach Gibraltar sowie im Mittelmeer, der Nordsee und der westlichen Ostsee. Dabei lebt sie vor allem an Sandküsten in Tiefen bis 250 Meter.

## Lebensweise
Die Zwergzunge erbeutet vornehmlich am Boden Kleinkrebse wie Copepoden und Flohkrebse, Weichtiere und Borstenwürmer. Die Laichzeit erstreckt sich vom Juli bis zum August, dabei werden die Eier im seichten Wasser abgegeben und schwimmen aufgrund von eingelagerten Öltröpfchen im Pelagial. Die symmetrisch gebauten Jungfische schlüpfen nach fünf bis sechs Tagen und sind etwa 2 bis 2,4 Millimeter lang.

## Systematik
Die Zwergzunge ist die einzige Art der Gattung Buglossidium  innerhalb der Seezungen (Soleidae).

## Belege